# Дуб Війральта
Дуб Війральта (ест. Viiralti tamm) або дуб Тамме-Коорі (ест. Tamme-Koori tamm; також вживається дуб Тамме-Гоорі) — дуб, що охороняється у селі Вана-Вийду повіту Вільянді, Естонія.

## Характеристика
Дуб Війральта росте в селі Вана-Вийду муніципалітету Вільянді поблизу ферми Тамме. Дерево охороняється (категорія МСОП: III — пам'ятка природи).
Дуб низький, кремезний, має прямостоячі гілки. Окружність дерева 488 см, висота 13 м.
Дуб росте посеред галявини, також його видно на дорозі Тарту — Вільянді — Кілінгі-Нимме, яка знаходиться за 160 м.

## Історія
У 1943 році дерево було названо на честь гравюри Едуарда Війральта «Пейзаж Вільянді», виконаної у техніці сухої голки.
У минулому дуб був відомий в околицях як дуб Тамме-Коорі. Свою назву дерево отримало на честь норовливого фермера, який жив по сусідству в ХІХ столітті. Ферма називалася Тамме, а її власника на ім'я Григорі звали Гоорі. Його нащадки досі живуть у будинку, який колись побудував Тамме Гоорі.

## Галерея

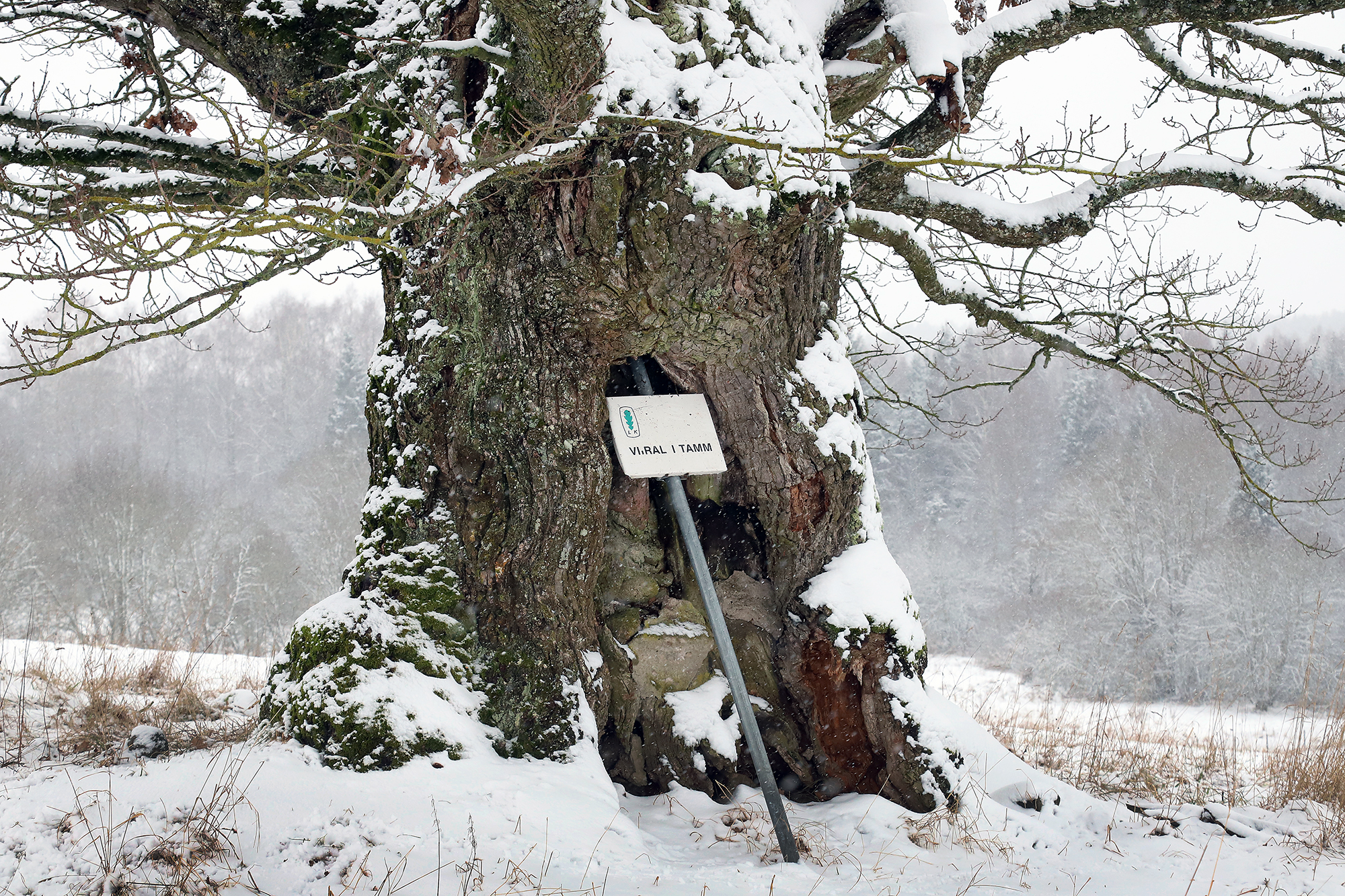
Дуб Війральта у січні 2021 року
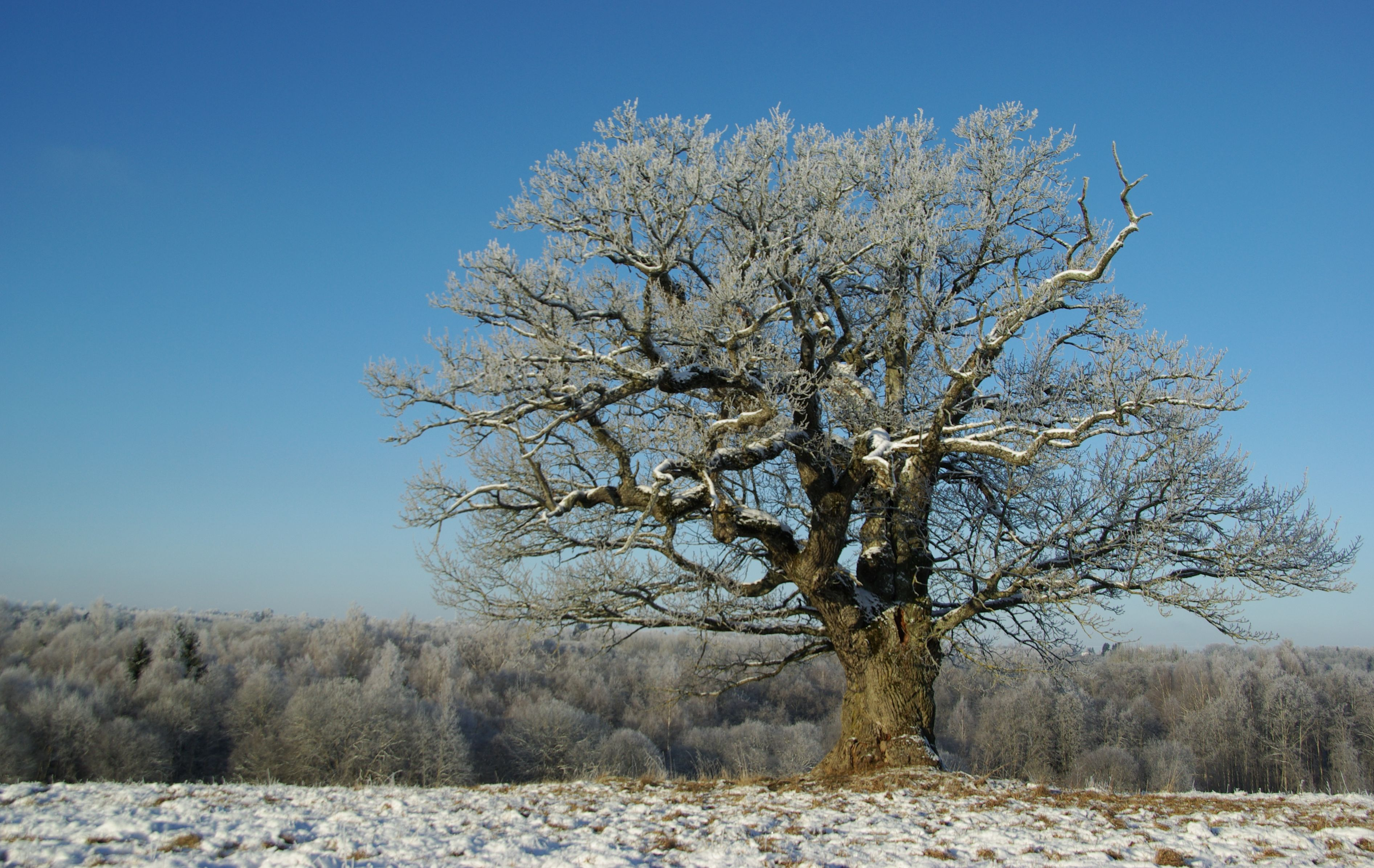
Дуб Війральта у січні 2014 року

## Зовнішні посилання
- Tamme-Koori tamm; Viiralti tamm Eesti looduse infosüsteemis
- Viiralti tamm keskkonnaportaalis
- Eduard Viiralti gravüür "Viljandi maastik" Rahvusarhiivi fotode andmebaasis